# Робер Пентена
Робер Пентена (фр. Robert Pintenat, 1 травня 1948, Париж — 22 серпня 2008, Байонна) — французький футболіст, що грав на позиції нападника, зокрема за клуби «Сошо» та «Тулуза», а також за національну збірну Франції.. 
По завершенні ігрової кар'єри — тренер.

## Клубна кар'єра
У дорослому футболі дебютував 1967 року виступами за команду «Вінсанн», в якій провів два сезони. 
Згодом з 1969 по 1975 рік грав у складі команд «Руан», «Ред Стар» та «Нім-Олімпік».
Своєю грою за останню команду привернув увагу представників тренерського штабу «Сошо», до складу якого приєднався 1974 року. Відіграв за команду із Сошо наступні чотири сезони своєї ігрової кар'єри. Більшість часу, проведеного у складі «Сошо», був основним гравцем атакувальної ланки команди. У складі «Сошо» був одним з головних бомбардирів команди, маючи середню результативність на рівні 0,48 гола за гру першості.
Протягом 1978—1979 років захищав кольори клубу «Нансі», після чого став гравцем «Тулузи», у складі якої провів наступні чотири роки своєї кар'єри гравця. Граючи у складі «Тулузи» також здебільшого виходив на поле в основному складі команди. І в новому клубі був серед найкращих голеодорів, відзначаючись забитим голом в середньому щонайменше у кожній другій грі чемпіонату.
Завершував ігрову кар'єру у команді «Авіньйон», де протягом 1983—1986 років поєднував виступи на полі із тренерською роботою.

## Виступи за збірну
1976 року провів три офіційні матчі у складі національної збірної Франції, забивши один гол.

## Кар'єра тренера
Отримавши перший тренерський досвід у 1983–1986 роках як граючий тренер «Авіньйона», отримав запрошення попрацювати із габонським клубом «УСМ Лібревіль». 
Згодом протягом 1991–1992 років тренував національну збірну Габону.
Помер 22 серпня 2008 року на 61-му році життя у місті Байонна.
| Дата      | Місто    | Господарі | Результат | Гості          | Турнір           | Голи | Примітки |
| --------- | -------- | --------- | --------- | -------------- | ---------------- | ---- | -------- |
| 27-3-1976 | Париж    | Франція   | 2 – 2     | Чехословаччина | товариський матч | -    |          |
| 24-4-1976 | Ланс     | Франція   | 2 – 0     | Польща         | товариський матч | 1    |          |
| 22-5-1976 | Будапешт | Угорщина  | 1 – 0     | Франція        | товариський матч | -    |          |
| Усього    |          | Матчів    | 3         |                | Голів            | 1    |          |